# Boyeux-Saint-Jérôme
Boyeux-Saint-Jérôme est une commune française située dans le département de l'Ain, en région Auvergne-Rhône-Alpes. Boyeux-Saint-Jérôme fait partie de la région naturelle du Bugey.

## Géographie
Commune de l'Ain, située dans le Bugey, Boyeux-Saint-Jérôme est composée de six hameaux : Boyeux, Saint-Jérôme, Châtillon-de-Cornelle, Cornelle, le Lancieux et Poncieux.
Le territoire escarpé de la commune est principalement composé de pâturages, de vignes et de bois.
La commune est baignée par les ruisseaux le Marlieux et le Riez.

### Communes limitrophes
| Mérignat              | Cerdon               |         |
| Jujurieux             | Boyeux-Saint-Jérôme  | Corlier |
| L'Abergement-de-Varey | Nivollet-Montgriffon |         |

### Climat
Pour des articles plus généraux, voir Climat d'Auvergne-Rhône-Alpes et Climat de l'Ain.
En 2010, le climat de la commune est de type climat de montagne, selon une étude du CNRS s'appuyant sur une série de données couvrant la période 1971-2000. En 2020, Météo-France publie une typologie des climats de la France métropolitaine dans laquelle la commune est exposée à un climat de montagne ou de marges de montagne et est dans la région climatique Jura, caractérisée par une forte pluviométrie en toutes saisons (1 000 à 1 500 mm/an), des hivers rigoureux et un ensoleillement médiocre.
Pour la période 1971-2000, la température annuelle moyenne est de 9,6 °C, avec une amplitude thermique annuelle de 17,1 °C. Le cumul annuel moyen de précipitations est de 1 517 mm, avec 12,1 jours de précipitations en janvier et 8,5 jours en juillet. Pour la période 1991-2020, la température moyenne annuelle observée sur la station météorologique de Météo-France la plus proche, « Vieu », sur la commune de Vieu-d'Izenave à 8 km à vol d'oiseau, est de 9,4 °C et le cumul annuel moyen de précipitations est de 1 610,3 mm,. Pour l'avenir, les paramètres climatiques de la commune estimés pour 2050 selon différents scénarios d'émission de gaz à effet de serre sont consultables sur un site dédié publié par Météo-France en novembre 2022.

## Urbanisme

### Typologie
Au 1er janvier 2024, Boyeux-Saint-Jérôme est catégorisée commune rurale à habitat dispersé, selon la nouvelle grille communale de densité à 7 niveaux définie par l'Insee en 2022.
Elle est située hors unité urbaine et hors attraction des villes,.

### Occupation des sols
L'occupation des sols de la commune, telle qu'elle ressort de la base de données européenne d’occupation biophysique des sols Corine Land Cover (CLC), est marquée par l'importance des forêts et milieux semi-naturels (66,8 % en 2018), une proportion sensiblement équivalente à celle de 1990 (66,2 %). La répartition détaillée en 2018 est la suivante : 
forêts (64,5 %), prairies (19,1 %), cultures permanentes (8,5 %), zones agricoles hétérogènes (5,6 %), milieux à végétation arbustive et/ou herbacée (2,2 %).
L'évolution de l’occupation des sols de la commune et de ses infrastructures peut être observée sur les différentes représentations cartographiques du territoire : la carte de Cassini (XVIIIe siècle), la carte d'état-major (1820-1866) et les cartes ou photos aériennes de l'IGN pour la période actuelle (1950 à aujourd'hui).

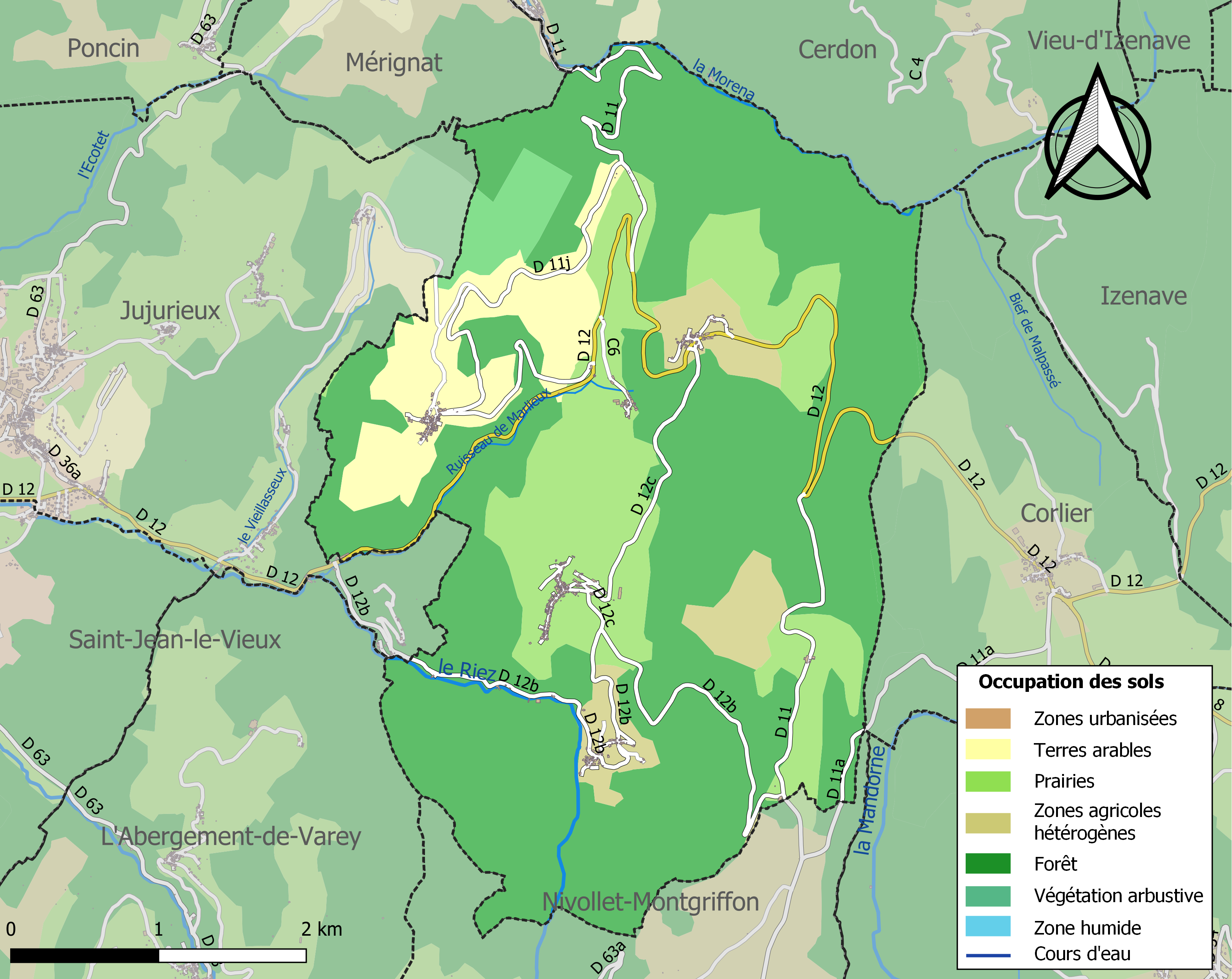
Carte des infrastructures et de l'occupation des sols de la commune en 2018 (CLC).

## Toponymie
Le nom de la localité est attesté sous la forme Boyeu entre 1299 et 1369
Le toponyme dériverait de l'anthroponyme gaulois Boius.
Pendant la Révolution française, Saint-Jérôme prend le nom révolutionnaire de Vinavaux.
Saint-Jérôme devient Boyeux-Saint-Jérôme le 28 octobre 1879.

## Histoire
Village mentionné dès le XIIe siècle. Saint-Jérôme fut le siège d'un doyenné qui relevait de l'abbaye d'Ambronay.
En 1876, Boyeux était simple hameau de la commune mais deviendra le chef-lieu communal.

## Politique et administration

### Découpage territorial
La commune de Boyeux-Saint-Jérôme est membre de la communauté de communes Rives de l'Ain - Pays du Cerdon, un établissement public de coopération intercommunale (EPCI) à fiscalité propre créé le 1er janvier 2012 dont le siège est à Jujurieux. Ce dernier est par ailleurs membre d'autres groupements intercommunaux.
Sur le plan administratif, elle est rattachée à l'arrondissement de Nantua, au département de l'Ain et à la région Auvergne-Rhône-Alpes. Sur le plan électoral, elle dépend du  canton de Pont-d'Ain pour l'élection des conseillers départementaux, depuis le redécoupage cantonal de 2014 entré en vigueur en 2015, et de la cinquième circonscription de l'Ain  pour les élections législatives, depuis le dernier découpage électoral de 2010.

### Administration municipale
| Période                                  | Période  | Identité               | Étiquette | Qualité                                                          |
| ---------------------------------------- | -------- | ---------------------- | --------- | ---------------------------------------------------------------- |
| 1896                                     | 1919     | Lucien Agricole Brun   |           |                                                                  |
| 1919                                     | 1945     | Marius Eugène Genin    |           | Conseiller d'arrondissement                                      |
| 1945                                     | 1983     | René Chifflet          |           |                                                                  |
| 1983                                     | 1989     | Maurice Dejon          |           |                                                                  |
| 1989                                     | 2001     | Christian Dejon        | DVD       |                                                                  |
| 2001                                     | En cours | Marie-Christine Chapel | DVD       | Fonctionnaire Conseillère départementale du canton de Pont-d'Ain |
| Les données manquantes sont à compléter. |          |                        |           |                                                                  |

## Population et société

### Démographie
L'évolution du nombre d'habitants est connue à travers les recensements de la population effectués dans la commune depuis 1793. Pour les communes de moins de 10 000 habitants, une enquête de recensement portant sur toute la population est réalisée tous les cinq ans, les populations de référence des années intermédiaires étant quant à elles estimées par interpolation ou extrapolation. Pour la commune, le premier recensement exhaustif entrant dans le cadre du nouveau dispositif a été réalisé en 2007.
En 2022, la commune comptait 362 habitants, en évolution de +2,26 % par rapport à 2016 (Ain : +5,15 %, France hors Mayotte : +2,11 %).
| 1793  | 1800 | 1806  | 1821  | 1831  | 1836  | 1841  | 1846  | 1851 |
| ----- | ---- | ----- | ----- | ----- | ----- | ----- | ----- | ---- |
| 1 204 | 846  | 1 062 | 1 003 | 1 002 | 1 006 | 1 032 | 1 002 | 978  |

| 1856 | 1861 | 1866 | 1872 | 1876 | 1881 | 1886 | 1891 | 1896 |
| ---- | ---- | ---- | ---- | ---- | ---- | ---- | ---- | ---- |
| 869  | 845  | 866  | 842  | 828  | 818  | 805  | 783  | 792  |

| 1901 | 1906 | 1911 | 1921 | 1926 | 1931 | 1936 | 1946 | 1954 |
| ---- | ---- | ---- | ---- | ---- | ---- | ---- | ---- | ---- |
| 759  | 736  | 645  | 526  | 504  | 444  | 408  | 324  | 293  |

| 1962 | 1968 | 1975 | 1982 | 1990 | 1999 | 2006 | 2007 | 2012 |
| ---- | ---- | ---- | ---- | ---- | ---- | ---- | ---- | ---- |
| 271  | 225  | 212  | 254  | 241  | 277  | 305  | 309  | 358  |

| 2017 | 2022 | - | - | - | - | - | - | - |
| ---- | ---- | - | - | - | - | - | - | - |
| 346  | 362  | - | - | - | - | - | - | - |

### Sports
La 7e étape du Tour de France 2007 est passée par Boyeux-Saint-Jérôme.

## Économie

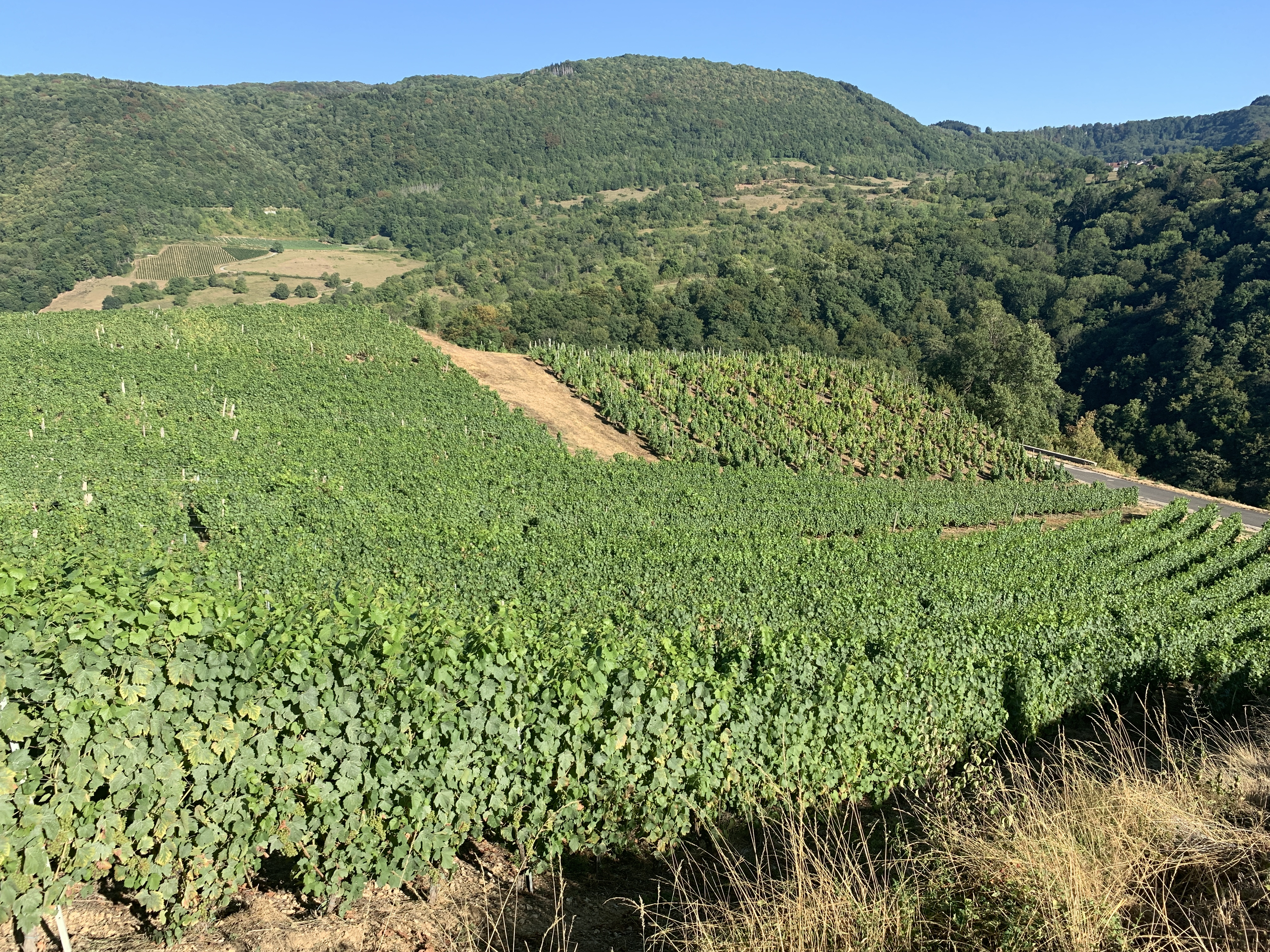
Parcelles de vignes au hameau de Poncieux.

Boyeux-Saint-Jérôme est une commune principalement viticole et agricole qui compte de nombreux viticulteurs produisant du vin pétillant rosé, le Cerdon. Le village est également dans l'aire de la Roussette du Bugey ainsi que dans celle du Comté. La fromagerie artisanale de François Ravier, au hameau de Châtillon-de-Cornelle, fut la première, dans les années 1950, à produire « en série » le ramequin, fromage typique de Saint-Rambert-en-Bugey.

## Culture et patrimoine

### Lieux et monuments

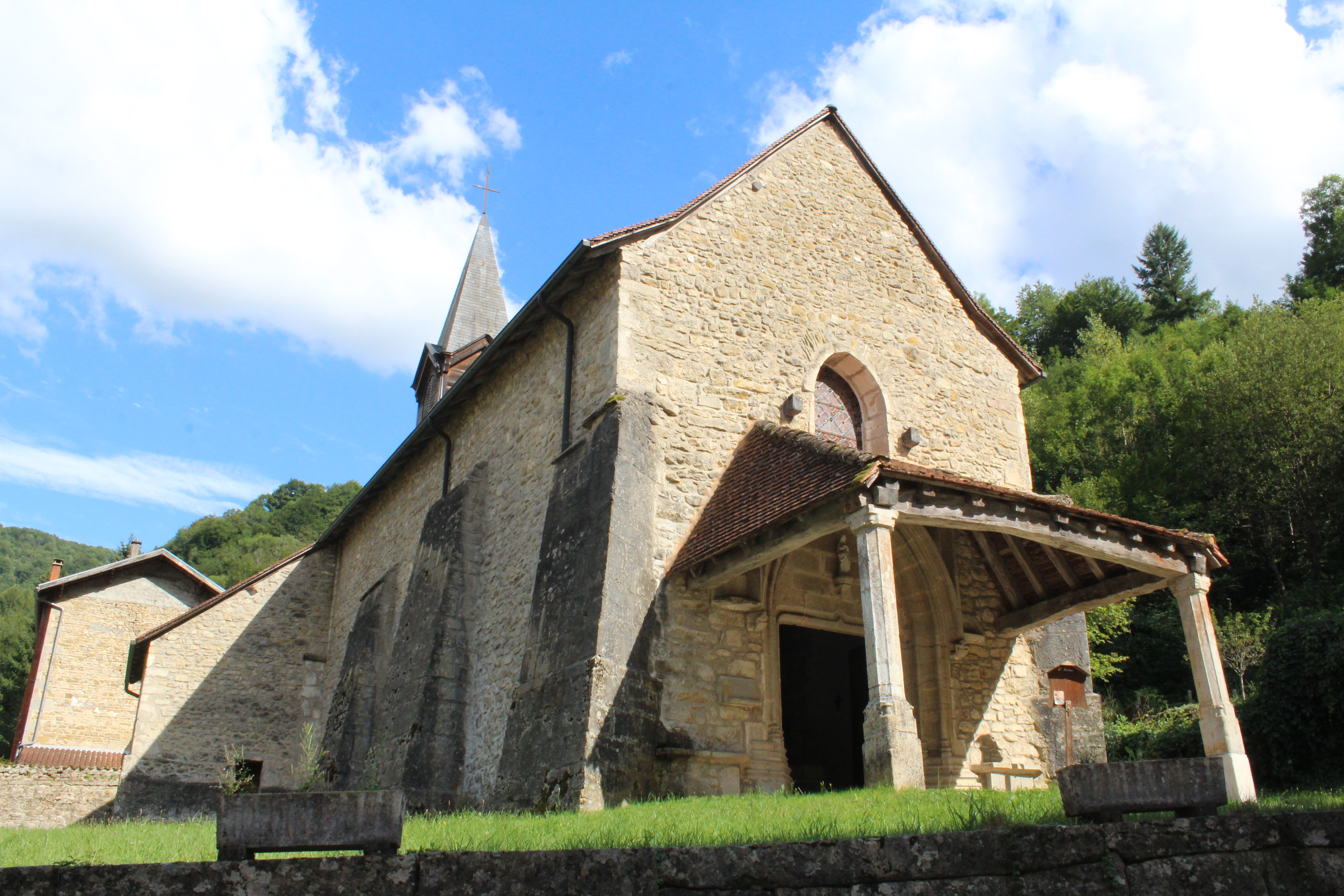
Église Saint-Jérôme.

- Chapelle de Châtillon-de-Cornelle inscrite au titre des monuments historiques depuis le 20 mai 1986.
- Église de Boyeux inscrite au titre des monuments historiques depuis le 9 juillet 1926.
- Ruines du château de Châtillon-de-Cornelle, où château de Coligny, bâti sur un promontoire, à 2 km au nord de Boyeux-Saint-Jérôme[22].
- Église Saint-Bonnet de Poncieux.
- Sentier des pâturages.

### Personnalités liées à la commune
- Charles Vanel a tourné, en 1929, une partie du film Dans la nuit à Boyeux-Saint-Jérôme.
- Daniel Boccard, pilote automobile, est viticulteur au hameau de Poncieux.